# Esanatoglia
Esanatoglia – miejscowość i gmina we Włoszech, w regionie Marche, w prowincji Macerata.
Według danych na rok 2004 gminę zamieszkiwało 2099 osób, 44,7 os./km².